# Sultanaat Agadez
Het sultanaat Agadez of sultanaat Aïr was een historisch land in de Aïr, een gebied in het noorden van het huidige Niger, gecentreerd rond de stad Agadez. Het sultanaat werd gesticht in 1449 door de Toeareg. In 1500 werd Agadez verslagen door het Songhai-rijk, maar na de val van Songhai in 1591 werd Agadez weer onafhankelijk. In 1900 werd het sultanaat vervolgens veroverd door de Fransen en werd het gebied een onderdeel van Frans-West-Afrika.